# John S. McCain Jr.

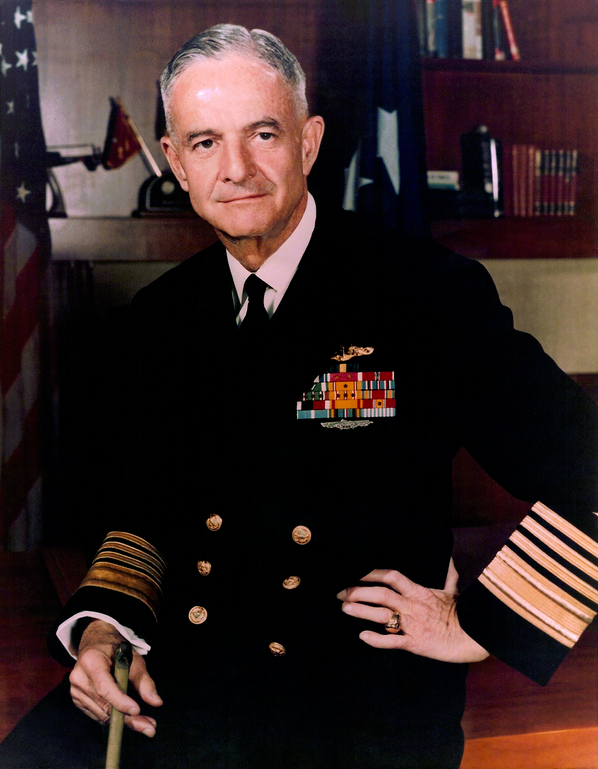
John S. McCain, Jr. (1911-1981).

John Sidney "Jack" McCain Jr., hay John Sidney McCain Junior tức John S. McCain, Jr. (17 tháng 1 năm 1911 - 22 tháng 03 năm 1981), Đô đốc Hải quân Hoa Kỳ, từng phục vụ trong quân đội Hoa Kỳ từ thế chiến thứ II (thập kỷ 1940) cho đến cuối cuộc chiến tranh Việt Nam (thập kỷ 1970), từng giữ chức Tư lệnh Thái Bình Dương Hoa Kỳ trong chiến tranh Việt Nam, là người đề xuất ra kế hoạch xâm nhập sang Lào năm 1971 (tức Chiến dịch Lam Sơn 719). Ông là cha đẻ của thượng nghị sĩ đảng Cộng hòa trong Thượng viện Hoa Kỳ, ứng cử viên Tổng thống Hoa Kỳ năm 2008, John McCain.